# Caranusca rubrifera
Caranusca rubrifera là một loài bướm đêm trong họ Noctuidae.